# John Densmore
John Paul Densmore (ur. 1 grudnia 1944 w Santa Monica) – amerykański muzyk jazzowy i rockowy, perkusista, członek grupy The Doors. 
Autor książki Riders On The Storm, przedstawiającej historię zespołu. Przed wstąpieniem do The Doors wziął udział w kilku sesjach Topanga Canyon i Compton oraz grał w mało znanych zespołach Terry Driscoll And The Twiglighters oraz Psychedelic Rangers. Z przyczyn zdrowotnych (chroniczna choroba uszu) nie wziął udziału wraz z Robby Kriegerem oraz Rayem Manzarkiem w reaktywowaniu grupy w 2002. Sprzeciwił się także używaniu przez nią nazwy The Doors.
W 2007 roku muzyk został sklasyfikowany na 36. miejscu listy 50 najlepszych perkusistów rockowych według Stylus Magazine.

## Wybrana filmografia
- "Message to Love: The Isle of Wight Festival" (1997, film dokumentalny, reżyseria: Murray Lerner)[4]
- "Doors: Mr. Mojo Risin' - The Story of L.A. Woman" (2012, film dokumentalny, reżyseria: Martin R. Smith)[5]